# Castilleja haydenii
Castilleja haydenii är en snyltrotsväxtart som först beskrevs av Asa Gray, och fick sitt nu gällande namn av Cockerell. Castilleja haydenii ingår i släktet målarborstar, och familjen snyltrotsväxter. Inga underarter finns listade i Catalogue of Life.